# Derek Twigg
John Derek Twigg (ur. 9 lipca 1959 w Widnes) – brytyjski polityk Partii Pracy, deputowany Izby Gmin.

## Działalność polityczna
Od 1 maja 1997 reprezentuje okręg wyborczy Halton w brytyjskiej Izbie Gmin.